# 四方哲也
四方 哲也（よも てつや、1963年 - ）は、日本の工学者、生物学者。構成的生物学の先駆者。大阪大学情報科学研究科元教授・生命機能研究科元教授（在職2006-2016年、2016年に解雇）。科学技術振興機構(JST)戦略的創造研究推進事業「四方動的微小反応場」研究総括（2009年～2014年）。華東師範大学生物与信息科学研究所所長、同大学教授。
大阪大学工学部卒、1991年同大学院醗酵工学専攻博士課程修了、工学博士。京都府生まれ。大阪大学工学部応用生物工学科助手、講師、准教授、教授。
1995年に日本生物工学会第32回生物工学奨励賞受賞。2002年にJournal of Molecular Evolutionの第1回Zuckerkandl Prizeを共著者として受賞。2005年に共著者として第1回BIOPHYSICS論文賞を受賞した。

## 研究費不正使用
四方と卜部格と元助手による研究費不正使用を大阪大学が2015年12月に報告した。JSTから四方が受けた合計93,164,955円の研究費が四方の指示の下で預け金などの形で不正使用されていたと2015年12月にJSTが認定した。指示したことを四方は認めておらず、研究費の使い方は当時の教授と相談していたと述べた。大阪大学は2014年12月5日に通報を受けて書面・聞き取りによる調査を行い、架空請求による預け金の処理が四方または元教授の卜部の指示により行われていたと確認した。この問題により2016年に大阪大学は四方を懲戒解雇した。

## 学会活動
日本進化学会評議員（2004年、2005年、2008 - 2009年）、会計監査（2012 - 2013年）。「細胞を創る」研究会発起人の一人で平成20年度会長。日本生物物理学会平成27・28年度代議員。
ACS Synthetic Biology編集諮問委員。

## 私生活
中学2年生の時にラボ・パーティのプログラムで米国カンザス州にホームステイした。

## 著書
- 『眠れる遺伝子進化論』講談社　1997

### 共著
- 『現代生物科学入門 9 合成生物学』浅島誠,柳川弘志,土居信英,板谷光泰,菅原正共著 岩波書店 2010
- 『1/4の奇跡 「強者」を救う「弱者」の話』山元加津子,柳澤桂子,新原豊共著　マキノ出版　2010